# TJ Sokol Rosice nad Labem
TJ Sokol Rosice nad Labem je český fotbalový klub z Pardubic, z jejich městské části Rosice. Klub byl založen v roce 1906. Klubovými barvami jsou modrá a bílá. Od sezony 2022/23 nastupuje v I.B třídě Pardubického kraje, skupiny A (7. nejvyšší soutěž).

## Historie klubu
Je jedním z nejstarších oddílů kopané na Pardubicku - založen byl již v roce 1906. První utkání se však hrálo již v roce 1905 a skončilo výsledkem 3:3, rosičtí se utkali s týmem 3. měšťanky v Pardubicích. Od roku 1907 nesl sportovní kroužek název SK Polabí Rosice nad Labem a sehrál několik přátelských utkání přes odpor všech sousedů na hřišti u lesíka. Od roku 1912 je SK Rosice členem Českého svazu footballové (dnes ČMFS). Po první světové válce získal oddíl své první hřiště - za roční nájem 800 Kčs na území paní Topičové. Po jeho rozparcelování na stavbu rodinných domů se klub v roce 1936 přesunul na nové hřiště, kde hraje své zápasy až do dnešní doby. Po vyhlášení Protektorátu nastává úplná stagnace oddílu, navíc ke konci války je hřiště zabráno německou brannou mocí a Josef Skala odvlečen do koncentračního tábora, kde ke konci války i umírá.
Po válce se fotbal začal hrát se střídavými úspěchy, někteří se nevrátili ani domů, natož na hřiště a rosičtí zápasili s nedostatkem hráčů, proto jim byli poslední zápasy na podzim 1945 kontumovány již předem. Do roku 1949 mužstvo výrazně pokleslo na výkonnosti.
Od roku 1950 se oddíl začlenil pod křídla Sokola. Další dva roky ovšem byly krizové. V roce 1955 Semtín navrhuje sloučení, výbor však jednohlasně zavrhuje. V roce 1955 je dostavěna sokolovna a činnost klubu kulminuje. V roce 1961 oddíl postupuje do I. A třídy, za Rosice v té době nastupují např. Karel Vojtěch st., bratří Kmoníčkové, Vl. Rosůlek a také hokejisté Tesly Pardubice Danihelka, Dvořáček a Bendák.
V roce 1966 se klub poprvé utkal se zahraničním týmem, po debaklu na domácím hřišti s BSG Chemie Halle Dresden (dnešní Hallescher FC) dokázalo v Drážďanech zvítězit 2:1. V roce 1971 Rosice sestupují až do okresního přeboru, v sezoně 1973–1974 se však opět vracejí mezi krajské kluby. V roce 1978 přišel další postup, v soutěži však Rosice setrvaly jen dva roky. I. B třída se hrála se střídavými úspěchy až do roku 1996, kdy v roce 90. výročí mužstvo spadlo až do okresního přeboru. Hned další rok však Sokol Rosice n. L. postoupil, byla to hlavně práce nové generace fotbalistů - Praus, Urbánek, P. Šedivý, A. Svoboda aj. V roce 100. výročí si dal klub dárek - postup do I. A třídy, kde vydržel jen dva roky. Nyní klub hrával stabilně I. B třídu Pardubického kraje a každoročně se pohyboval v popředí tabulky. V sezoně 2017/18 z 2. místa klub postoupil po 10 letech zpět do 6. nejvyšší soutěže - I.A třídy Pardubického kraje.
V roce 1986 se z hráčů rosického fotbalu zformoval tradiční účastník nejvyšší futsalové soutěže TORF Pardubice. Zkratka znamená "Tým odchovanců rosického fotbalu".

## Historické názvy klubu
- 1906 - SK Polabí Rosice nad Labem
- 1912 - SK Rosice nad Labem
- 1950-dosud - TJ Sokol Rosice nad Labem

## Umístění A mužstva v jednotlivých sezonách[4][5]
| Česko (2003 – současnost) |                                    |        |    |        |
| Sezóna                    | Soutěž                             | Úroveň | B  | Pozice |
| 2003/04                   | I.B třída Pardubického kraje, sk.A | 7      | 41 | 4.     |
| 2004/05                   | I.B třída Pardubického kraje, sk.A | 7      | 32 | 9.     |
| 2005/06                   | I.B třída Pardubického kraje, sk.A | 7      | 60 | 2.     |
| 2006/07                   | I.A třída Pardubického kraje       | 6      | 33 | 9.     |
| 2007/08                   | I.A třída Pardubického kraje       | 6      | 22 | 14.    |
| 2008/09                   | I.B třída Pardubického kraje, sk.A | 7      | 34 | 8.     |
| 2009/10                   | I.B třída Pardubického kraje, sk.A | 7      | 41 | 7.     |
| 2010/11                   | I.B třída Pardubického kraje, sk.A | 7      | 41 | 5.     |
| 2011/12                   | I.B třída Pardubického kraje, sk.A | 7      | 35 | 8.     |
| 2012/13                   | I.B třída Pardubického kraje, sk.A | 7      | 31 | 10.    |
| 2013/14                   | I.B třída Pardubického kraje, sk.A | 7      | 33 | 10.    |
| 2014/15                   | I.B třída Pardubického kraje, sk.A | 7      | 22 | 13.    |
| 2015/16                   | II. třída okresu Pardubice         | 8      | 54 | 3.     |
| 2016/17                   | II. třída okresu Pardubice         | 8      | 68 | 1.     |
| 2017/18                   | I.B třída Pardubického kraje, sk.A | 7      | 52 | 2.     |
| 2018/19                   | I.A třída Pardubického kraje       | 6      | 38 | 8.     |
| ** 2019/20                | I.A třída Pardubického kraje       | 6      | 19 | 8.     |
| ** 2020/21                | I.A třída Pardubického kraje       | 6      | 15 | 7.     |
| 2021/22                   | I.A třída Pardubického kraje       | 6      | 22 | 14.    |
| 2022/23                   | I.B třída Pardubického kraje, sk.A | 7      |    |        |

**= sezona předčasně ukončena z důvodu pandemie covidu-19